# هنری یکم قبرس
هنری یکم قبرس ملقب به چاق، پادشاه قبرس از سال ۱۲۱۸ تا ۱۲۵۳ میلادی بود. وی پسر هیو یکم قبرس و آلیس شامپانی بود. پس از مرگ پدرش در ۱۰ ژانویه ۱۲۱۸، به عنوان پاشاه قبرس تاج‌گذاری کرد اما به واسطه پایین بودن سنش، مادرش تا زمان رسیدن وی به سن قانونی نایب حکومت هنری جوان شد اما اداره حکومت در دستان عمویش، فیلیپ ابلین، بود. پس از مرگ عمویش نیز اداره حکومت به دست جان ابلین، دیگر عمویش، رسید. در زمان حکومت وی بود که جنگ لمباردی‌ها آغاز گشت.